# Cas Altsasu
Cas Altsasu és el nom periodístic que va rebre el procés seguit per la jutge de l'Audiència Nacional Carmen Lamela, entre els anys 2016-2017, en el sumari 10/2016. La premsa li va donar el nom d'Altsasu arran que els fets succeïren en aquest municipi de Navarra.

## Descripció dels fets
Vuit joves, Ohian Arnanz Ciordia, Jokin Unamuno Goicoetxea, Jon Ander Cob Amilbia, Julen Goicoechea Larraza, Adur Ramírez d'Alda Pozueta, Aratz Urrizola Ortigosa, Iñaki Abad Olea i Ainara Urquijo Goicoechea i dos guàrdies civils i les seves parelles, iniciaren una batussa a la matinada del 15 d'octubre de 2016 a Altsasu, un municipi de Navarra. Dos dels vuit acusats feien part del col·lectiu que organitza l'Ospa Eguna, una festa local en què els participants demanen la partida de la Guàrdia Civil de la vila.
El relat segons la jutge fou que el tinent Óscar Arenas Fuertes i el sergent de la Guàrdia Civil es trobaven, de paisà i fora de servei, realitzant unes consumicions al bar Koxka d'Altsasu quan, al voltant de les 3.15 de la matinada hauria entrat al bar un dels joves acompanyat d'una menor i aquest, s'hauria dirigit al sergent de la Guàrdia Civil per dir-li que no tenia dret a ser al bar. En aquell moment, va intervenir el tinent, dient-li que els deixés en pau. Seguidament es van anar acostant unes 25 persones que haurien envoltat i amenaçat als guàrdies civils. Els agents i les seves parelles haurien intentat abandonar el bar i al carrer s'haurien trobat amb un altre grup d'entre quinze i vint persones que juntament amb els anteriors haurien continuat insultant i colpejant-los fins que arribaren els agents de la policia foral.

## Procediment judicial

### Inici del procés
El 2016, el Tribunal Suprem declarà competent al jutjat central d'instrucció número 3 de l'Audiència Nacional per investigar el cas amb Carmen Lamela com a jutge. El 14 de novembre de 2016, Carmen Lamela ordenà l'ingrés a presó incondicional i sense fiança, acusats d'un delicte de terrorisme, a sis dels vuit joves acusats que varen entrar a la presó de Soto del Real a Madrid. La jutge adoptà aquesta decisió a petició del fiscal José Perals, que acusà els sis detinguts d'un delicte de terrorisme en aplicació de l'article 573 bis. La mesura cautelar es dictà tenint en compte l'avaluació del risc de fuga. D'altra banda, les altres dues joves detingudes quedaren en llibertat provisional, amb la imposició de compareixences dos dies a la setmana en entendre's que no haurien participat en les agressions físiques.

### Presó preventiva
Set dels vuit joves entraren a presó, acusats de terrorisme. Quatre d'ells sortiren en llibertat provisional el desembre de 2016 però els tres restants continuaren a la presó de Soto del Real sota un règim FIES, sistema que s'aplica contra "terroristes". El 24 de març de 2017, l'Audiència de Navarra va rebutjar les acusacions de terrorisme i demanà que el cas fos novament enviat al jutjat de Pamplona. Finalment el 4 de juliol de 2017 la Fiscalia de l'Audiència Nacional sol·licità una pena de 50 anys de presó, per lesions terroristes, per a sis dels vuit joves d'Altsasu que, suposadament, participaren en l'agressió a dos Guàrdies Civils de permís i les seves parelles l'octubre de 2016. Per al setè acusat, Oihan Arnanz, elevaren la petició a 62 anys i mig en afegir un delicte d'amenaça terrorista. Per a la vuitena imputada, Ainara Urkijo, es demanaren 12 anys i mig per amenaces amb caràcter terrorista. La decisió arribà després d'un litigi entre l'Audiència Nacional i l'Audiència Provincial de Navarra sobre la competència per investigar i enjudiciar els fets. El tribunal navarrès entenia que l'agressió no es podia entendre com terrorisme contràriament a com ho creia l'Audiència Nacional. Finalment, l'1 de juny de 2017, el Tribunal Suprem va dirimir el conflicte de competència i va decidir que corresponia a l'Audiència Nacional. En total hi ha 8 processats amb unes penes que sumades en total fan 375 anys, entre aquests, tres han estat en presó preventiva des de 2016 enviats per un delicte d'agressió terrorista.

### Sentència i condemnes
El 9 d'octubre de 2019 el Tribunal Suprem va emetre la sentència del cas. El tribunal va considerar que existien proves de les agressions i lesions físiques i psicològiques causades a les víctimes i va condemnar els vuit joves implicats per delictes d'atemptat contra agents de l'autoritat, lesions, desordre públic i amenaces. No van aplicar els agreujants de discriminació ni abús de superioritat en el cas de delicte d'atemptat a l'autoritat.

#### Condemnes[17]
- Ohian Arnanz Ciordia: 9 anys i mig.
- Jokin Unamuno Goicoetxea: 8 anys i mig.
- Adur Ramírez de Alda Pozueta: 8 anys i mig.
- Jon Ander Cob Amilibia: 7 anys i mig.
- Julen Goicoechea Larraza: 7 anys i mig.
- Aratz Urrizola Ortigosa: 4 anys i 2 mesos.
- Iñaki Abad Olea: 3 anys i 6 mesos.
- Ainara Urquijo Goikoetxea: 1 any i 6 mesos.

## Reaccions
Els governs de Navarra i País Basc i diferents líders polítics declararen el seu rebuig a aquesta petició fiscal, ressaltant el caràcter desproporcionat i absurd d'aquesta.
Familiars dels detinguts acudiren el 29 de juny de 2017 al Parlament Europeu a Brussel·les per "difondre informació sobre aquest cas i sol·licitar l'empara d'eurodiputats de diferents països i grups". Un total de 51 diputats europeus varen sol·licitar que "imperessin els principis de proporcionalitat, justícia i equitat" i demanaren "l'eliminació de la qualificació penal com a delicte de terrorisme d'aquests fets".
El 16 de juny de 2018, entre desense de milers de persones es van manifestar convocats pels familiars dels joves i els col·lectius Altsasu Gurasoak i Altsasukoak Aske a Pamplona sota el lema "Hau ez da justicia" (això no és justícia) denunciant la vulneració dels drets dels acusats, la instrucció de la causa com a terrorisme i l'empresonament immediat, i una manifestació amb 60.000 persones va recórrer Altsasu en 24 de març de 2019.